# Westworld (Veranstaltungsgelände)

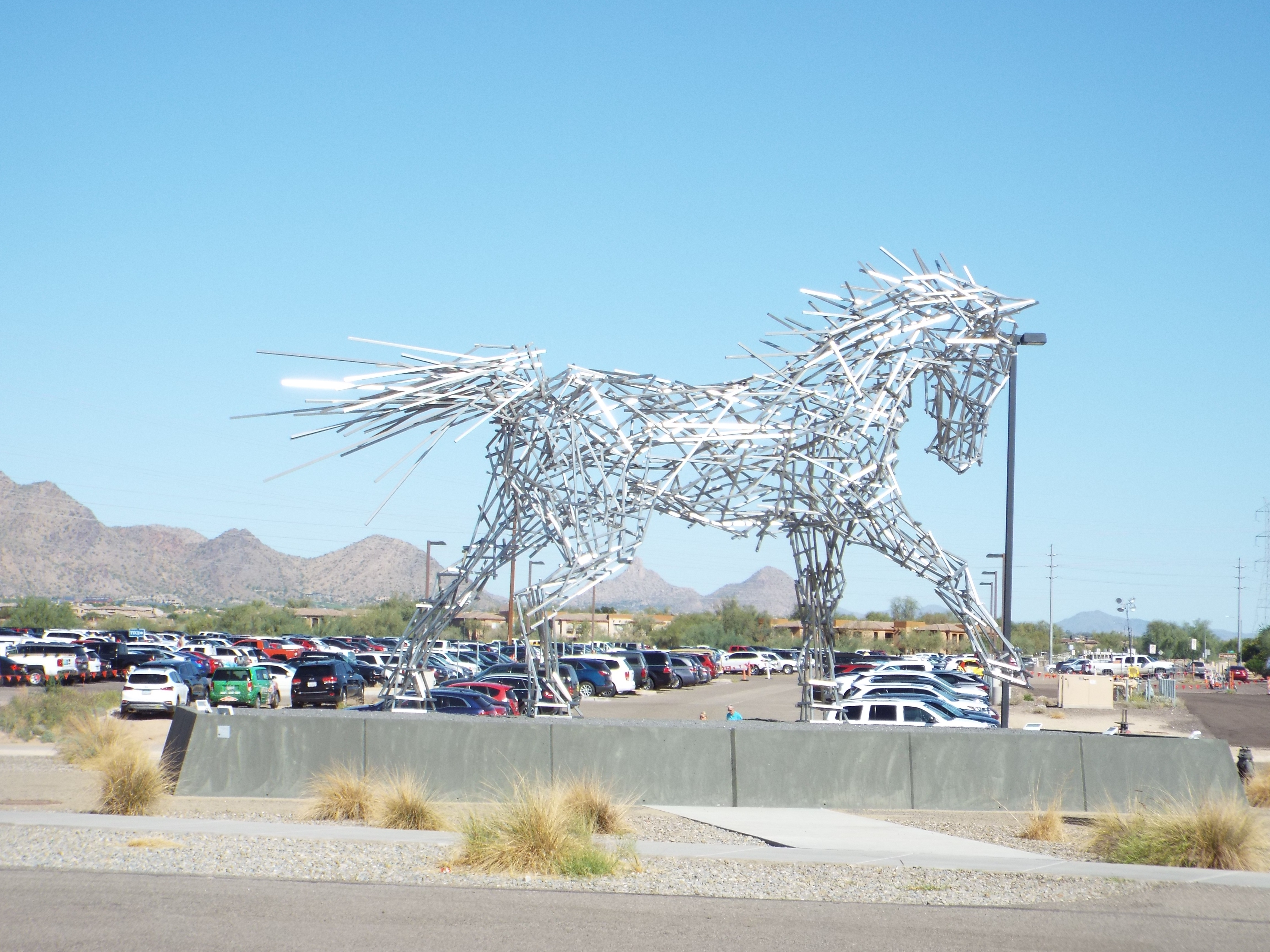
Eine Statue auf dem Veranstaltungsgelände

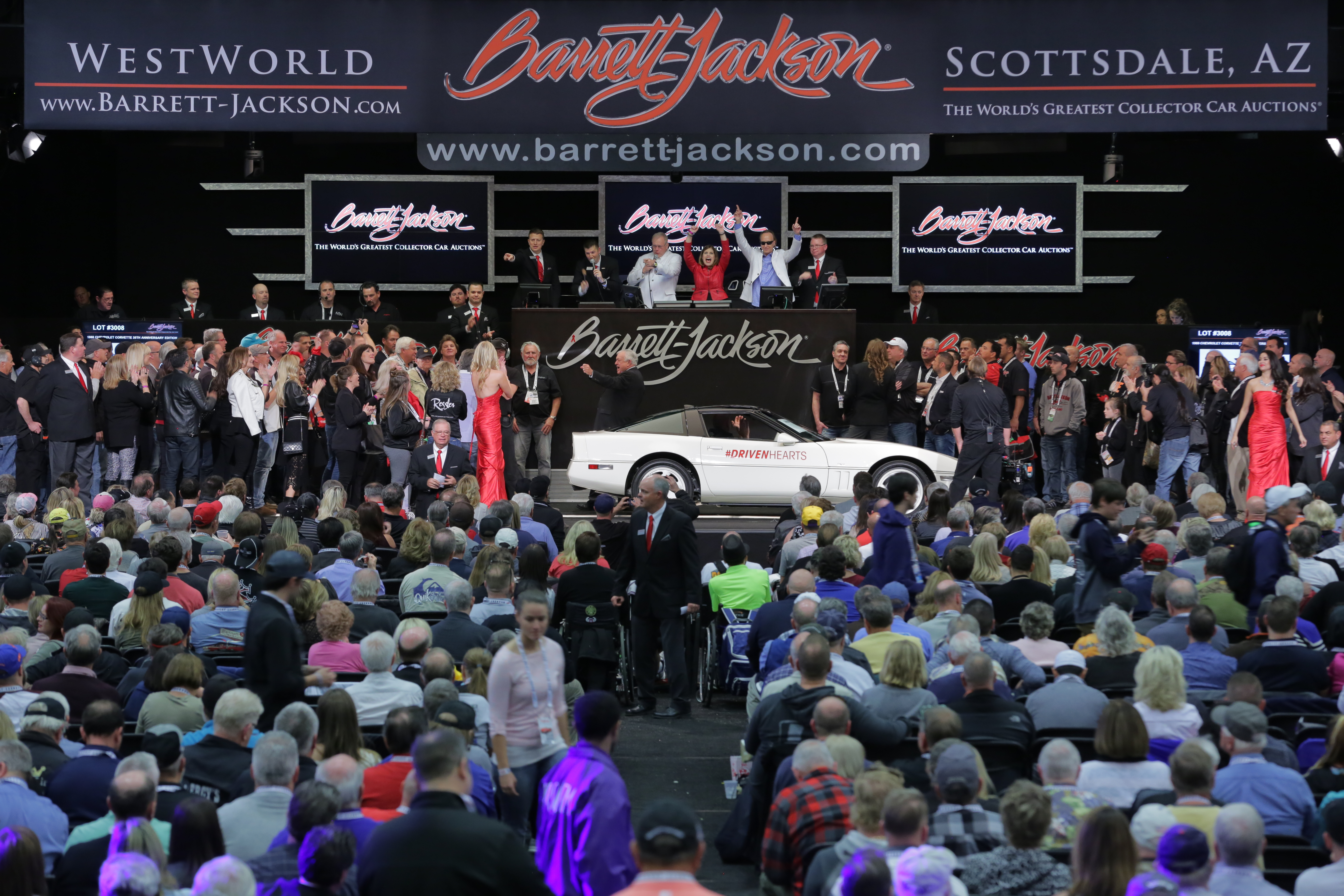
Barrett-Jackson Classic Car Auction

Westworld (in eigener Schreibung auch WestWorld of Scottsdale) ist ein Veranstaltungsgelände nahe Scottsdale in Arizona, USA. Das Gelände ist knapp 65 Hektar groß.
In Westworld findet jährlich die Barrett-Jackson Classic Car Auction statt, die größte Autoauktion der Welt, sowie Kongresse, Messen, Konzerte, Reitturniere und andere Veranstaltungen. Es wurde ab 1987 in mehreren Etappen gebaut.
Das Veranstaltungsgelände liegt am Nordufer des Central Arizona Project Canals, entlang dessen sich noch weitere Golfplätze und Freizeiteinrichtungen (McDowell Mountain Ranch Park & Aquatic Center) erstrecken. Die Arizona State Route 101 (AZ-101 Loop, Pima Freeway) ist Hauptzubringer für das Gelände am Fuße der McDowell Mountains, die sich mit mehreren Naturschutzgebieten im Osten erheben.
Zur Westworld gehört auch die Wendell Arena, ein Stadion mit 6756 Sitzplätzen, das für Reitturniere, Rodeos und Highschool-Fußball genutzt wird. und das Tony Nelssen Equestrian Center, eine Reithalle mit 3400 Sitzplätzen.
Das Veranstaltungszelt ist gut 11.000 m² groß und hat eine Höhe von 27 m.